# Breakthrough Initiatives
Breakthrough Initiatives è un programma scientifico volto alla ricerca di segnali provenienti dallo spazio e inviati da eventuali civiltà extraterrestri. È stato annunciato in luglio 2015 ed è finanziato dal magnate russo Yuri Milner.
Il programma è suddiviso in due parti:
- Breakthrough Listen: analisi dello spettro radio e laser di circa 1.000.000 di stelle, alla ricerca di possibili segnali di origine artificiale non terrestri.
- Breakthrough Message: dopo la prima fase, seguirà uno studio di fattibilità sulla compilazione ed invio di un semplice messaggio dalla Terra.[1]

## Storia
Le Breakthrough Initiatives (lett: Iniziative di svolta) sono state annunciate pubblicamente il 20 luglio 2015 alla Royal Society di Londra. Il fisico Stephen Hawking, il magnate russo dell'informatica Yuri Milner ed altri hanno creato le Iniziative per dare nuovo impulso alla ricerca di segnali di vita extraterrestre intelligente e studiare la possibilità di inviare messaggi nello spazio, con lo scopo di contattare eventuali altre forme di vita intelligenti. L'annuncio ha compreso una lettera aperta cofirmata da diversi scienziati, incluso Hawking, in cui si sostiene la necessità di intensificare la ricerca di trasmissioni aliene. Durante la presentazione alla Royal Society Hawking ha detto: "In un infinito universo deve esserci vita oltre alla nostra. Non vi è, secondo me, domanda più grande rispetto a questa. Ora è giunto il tempo di iniziare a rispondere." Un dato approssimativo per dare l'idea delle dimensioni del progetto: secondo le previsioni la dotazione di 100 milioni di dollari garantirà un forte incremento della ricerca SETI rispetto a quella degli ultimi anni 2000, e sarà quasi il doppio di quanto stanziato dalla NASA per programmi SETI dal 1973 al 1993.

## Programmi

### Breakthrough Listen
Breakthrough Listen, è iniziato nel luglio 2015 ed ha una durata prevista di dieci anni. Lo stanziamento previsto per questo progetto è di 100 milioni di dollari. Consiste nella ricerca attiva di segnali di intelligenze extraterrestri, con l’uso di risorse che non sono mai state usate a questo scopo finora. È stato definito il più esteso programma per la ricerca di intelligenze aliene sviluppato ad oggi. Annunciato nel luglio 2015, questo progetto ha a disposizione migliaia di ore di osservazione ogni anno in due dei più grandi radiotelescopi: il Radiotelescopio di Green Bank nel West-Virginia ed il Parkes Observatory in Australia. Precedentemente per questo tipo di ricerche erano disponibili dalle 24 alle 36 ore per telescopio ogni anno. Inoltre l'Automated Planet Finder del Osservatorio Lick effettuerà ricerche di segnali ottici SETI, concentrandosi sui segnali laser. Una delle difficoltà del progetto sarà nell'analisi della grande quantità di dati registrata: in questa fase verranno largamente utilizzate le conoscenze sviluppate dai progetti SETI e SETI@home. Il professor Frank Drake, cofondatore del progetto SETI, è parte del team scientifico di questo progetto.

### Breakthrough Message
Breakthrough Message è un programma speculativo pensato per studiare la fattibilità, i problemi e le esigenze legate alla composizione e trasmissione di uno o più messaggi dalla Terra; verranno inoltre valutate le possibili conseguenze di questa trasmissione. Il programma non prevede la trasmissione di messaggi.

### Breakthrough Starshot

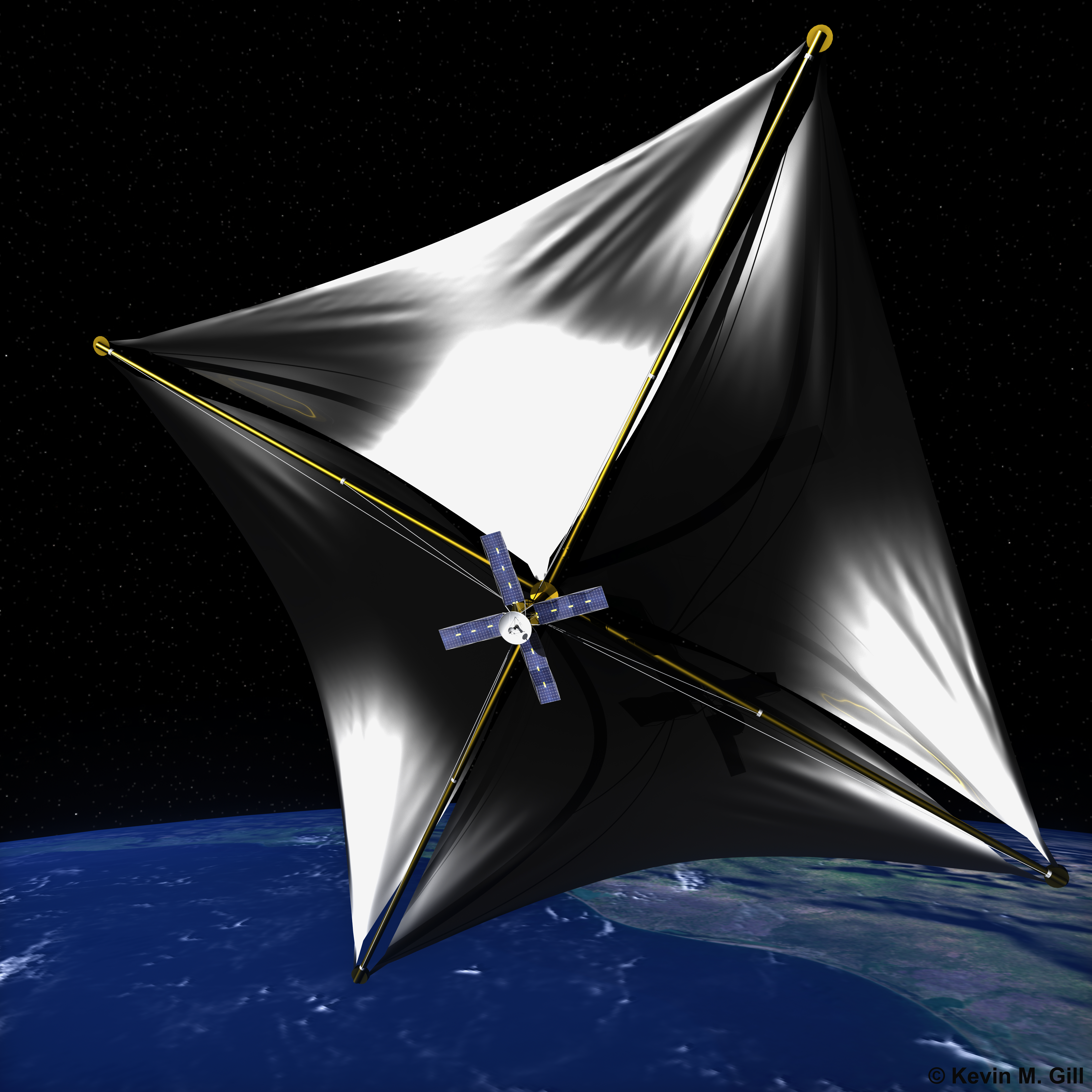
Un esempio di vela solare

Breakthrough Starshot è un progetto di ricerca e di ingegneria annunciato 12 aprile 2016 e nato con l'intento di sviluppare un proof of concept di velivoli spaziali leggeri a propulsione laser, chiamati StarChip, capaci di effettuare un viaggio fino al sistema stellare di Alpha Centauri, distante 4.37 anni luce ad una velocità tra il 15% ed 20% di quella della luce nel vuoto, impiegando così dai 20 a 30 anni per raggiungerlo e circa 4 anni per notificarlo verso il pianeta Terra. Del progetto fanno parte Yuri Milner, il cosmologo Stephen Hawking. Tra i membri c'è anche Mark Zuckerberg. Per la realizzazione del PoC di progetto si stimano siano necessari almeno 20 anni.
Il concetto Starshot prevede il lancio di una "nave madre" che trasporta piccoli veicoli spaziali della dimensione di pochi centimetri fino all'esterno dell'orbita terrestre. Da qui un fascio laser proveniente dalla terra accelererà le vele delle dimensioni di 4 x 4 m collegate alle microsonde fino a 100 km / s 2.
Grazie a queste sonde sarà possibile raggiungere e visitare il pianeta Proxima Centauri B in circa 30 anni e catturare un'immagine di alta qualità sufficiente per comprendere appieno le caratteristiche di superficie del pianeta.
Si ipotizza uno sciame di circa 1000 unità per compensare le perdite causate dalle collisioni di polvere interstellare durante la navigazione verso il pianeta di interesse. In un recente studio dettagliato, l'astrofisico Chi-Thiem Hoang e i suoi collaboratori hanno trovato che mitigare le collisioni con polvere, idrogeno e raggi cosmici non può essere un problema di ingegneria così grave come si possa pensare.